# Bulletinage
Le mot bulletinage est un terme de bibliothéconomie utilisé dans toute la francophonie. Il n'y a pas d’occurrence du terme dans d'autres disciplines.

## Étymologie et sémantique

### Étymologie
Ce mot provient de l'ajout du suffixe -age, qui désigne une action, au mot bulletin. Le nom bulletin apparaît en français entre le XVIe et le XIIIe siècle et prend initialement le sens de «publication» et de «billet».
Le verbe bulletiner est spécifiquement relatif au nom bulletinage.

### Définition
En bibliothéconomie, le bulletinage est l'opération qui consiste à enregistrer, à contrôler et à pointer chaque numéro d'un périodique imprimé lors de son arrivée, afin de s'assurer de la bonne réception des exemplaires. Cette opération s'inscrit dans le circuit du document et est essentielle pour permettre un suivi efficace des abonnements et ainsi relancer rapidement les éditeurs en cas de numéros manquants. De cette façon, le public a rapidement accès aux derniers numéros. Les périodiques numériques ne sont pas soumis au bulletinage. En revanche, les bibliothécaires doivent régulièrement s'assurer que l'accès aux ressources, qu'il soit local ou nomade, est fonctionnel.
Dans les bibliothèques non informatisées, le bulletinage se fait sur une fiche cartonnée par titre. L'ensemble des fiches constitue le Kardex, du nom d'une marque de meuble de classement, qui est un classeur horizontal. Aujourd’hui, la gestion des collections est globalement informatisée et se fait grâce à un logiciel professionnel appelé système intégré de gestion de bibliothèque. Le module de gestion de périodiques porte parfois le nom de Kardex.
L'interface publique du SIGB, aussi appelée OPAC, permet au public de connaître l'état de la collection.

## Mise en œuvre
Il est essentiel de préparer un calendrier prévisionnel en amont. Ainsi, la personne chargée du bulletinage pourra aisément pointer le numéro dans une case et vérifier tout de suite l'état de la collection. Grâce à ce calendrier, il est possible d'exclure certains mois de l'année, ou d'en fusionner, par exemple juillet-août, période pendant laquelle la production éditoriale est réduite. Il est également possible de prévoir les hors-séries. Il faut aussi définir à l'avance la périodicité du désherbage (élagage au Québec), afin d'actualiser les collections, ou au contraire, organiser la pérennité de leur conservation. Si cela est pertinent avec le développement du fonds documentaire, on peut décider de classer un numéro comme monographie. Ainsi, sa durée de vie au sein des collections sera plus longue que s'il avait été catalogué comme périodique.

### Étapes techniques
1. Réceptionner l'exemplaire.
2. Contrôler qu'il s'agit du bon numéro, le cas échéant, faire une réclamation auprès du fournisseur ou de l'éditeur.
3. Le pointer dans le module «périodiques» du SIGB et ajouter des métadonnées si besoin. Par exemple, si le calendrier prévisionnel n'a pas été correctement programmé ou s'il a été décidé d'ajouter des informations supplémentaires depuis l'élaboration de celui-ci. C'est aussi à cette étape que l'on peut constater s'il y a eu un changement de numérotation dans la parution. Il est nécessaire de vérifier lors de cette étape que tous les numéros précédents ayant fait l'objet d'une réclamation ont été distribués, le cas échéant, que le fournisseur ou l'éditeur a procédé à un remboursement ou à un geste commercial. Il se peut exceptionnellement qu'un numéro ne paraisse pas ; il faut alors le notifier dans le calendrier, afin d'éviter un doublon de réclamation.
4. Rajouter au besoin un exemplaire supplémentaire s'il s'agit d'un numéro hors-série[9].
5. Apposer un code-barres sur l'exemplaire et le raccrocher à la notice et au numéro de parution correspondant. Cette étape porte le nom d'exemplarisation. C'est à ce moment-ci qu'il faut ajouter la cote, la localisation et le statut du document. Le dernier numéro est généralement en consultation sur place.
6. Si l'exemplaire est masqué à l'OPAC, il ne faut pas oublier de le rendre visible.
7. Selon la périodicité du désherbage, il faut retirer et supprimer les exemplaires des collections.

### Dépouillement
Il s'agit d'indexer et de cataloguer les articles d'une parution afin de les répertorier. Le dépouillement se fait en fonction du milieu documentaire et tous les articles ne sont pas systématiquement dépouillés. C'est un choix documentaire. Il est rare qu'une bibliothèque municipale fasse du dépouillement, car ses collections de périodiques ne s'y prêtent pas, puisqu'il s'agit en général de revue «grand public» et de loisirs. En revanche, c'est une étape essentielle en bibliothèque universitaire et dans les centres de documentation spécialisés. Chaque article a sa propre notice et celle-ci apparaît dans le catalogue de la bibliothèque. Comme le catalogue est librement accessible en ligne, cela permet à quiconque de chercher des références grâce à des mots-clés.
L'un des enjeux contemporains du dépouillement est de déterminer ce qui est le plus pertinent entre le dépouillement partagé, centralisé ou mutualisé.